# Daniel Márcio Fernandes
Daniel Márcio Fernandes, detto Dani (Edmonton, 25 settembre 1983), è un ex calciatore canadese naturalizzato portoghese, di ruolo portiere.

## Carriera

### Club

#### Primi passi
Fernandes iniziò a muovere i primi passi nel mondo del calcio in Canada, in una società di Vancouver. Nel 2000, dopo essere stato notato dagli osservatori del Porto, si trasferisce in Portogallo all'età di diciassette anni. Dopo un anno di ambientazione nelle giovanili, passa al Porto B, seconda squadra della società. A seguito di un anno non particolarmente felice nel quale il giovane rimane sempre in panchina, viene lasciato andare in Spagna, al Celta Vigo.
Non trovando abbastanza spazio nemmeno nella squadra galiziana, viene ceduto in prestito allo Jahn Regensburg, squadra allora militante nella Regionalliga. Qui il giovane comincia a giocare con continuità e dopo un anno riesce a timbrare 12 presenze. Tornato in Spagna, viene ceduto a titolo gratuito ai greci del Salonicco.
Dopo un primo provino con i Dikefalos Tou Vorra, viene preso a titolo definitivo dal allora allenatore Angelos Anastasiadis che ne riconobbe le grandi potenzialità.

#### PAOK Salonicco
Nel 2005 il nuovo allenatore dei greci, Giōrgos Kōstikos, sostituisce Nikos Karageorgiou con il nuovo arrivato Fernandes, a causa di una striscia negativa di risultati. A causa delle buone prestazioni in campo, arrivò la prima chiamata in nazionale durante le qualificazioni per Euro 2008.

#### Trasferimento in Germania
Il 23 maggio 2008 il PAOK accetta un'offerta da parte dei tedeschi del Bochum per l'acquisto del giovane portiere sulla base di circa 1,2 milioni di euro.

#### Lillestrøm, Farense e Tarxien Rainbows
Nel 2017 Fernandes si trasferisce al Lillestrøm, disputando solo 3 partite in Eliteserien. Dopo un anno di pausa, nel luglio 2018 sigla un contratto con i portoghesi della Farense, tornando in patria dopo 16 anni. Con la nuova squadra i quali disputa due stagioni in LigaPro, conquistando la promozione in Primeira Liga al termine del secondo anno.
Nell'agosto 2020 sigla un contratto annuale con la squadra maltese dei Tarxien Rainbows.

## Statistiche

### Cronologia presenze e reti in nazionale
| Cronologia completa delle presenze e delle reti in nazionale ― Portogallo | Cronologia completa delle presenze e delle reti in nazionale ― Portogallo | Cronologia completa delle presenze e delle reti in nazionale ― Portogallo | Cronologia completa delle presenze e delle reti in nazionale ― Portogallo | Cronologia completa delle presenze e delle reti in nazionale ― Portogallo | Cronologia completa delle presenze e delle reti in nazionale ― Portogallo | Cronologia completa delle presenze e delle reti in nazionale ― Portogallo | Cronologia completa delle presenze e delle reti in nazionale ― Portogallo |
| Data                                                                      | Città                                                                     | In casa                                                                   | Risultato                                                                 | Ospiti                                                                    | Competizione                                                              | Reti                                                                      | Note                                                                      |
| ------------------------------------------------------------------------- | ------------------------------------------------------------------------- | ------------------------------------------------------------------------- | ------------------------------------------------------------------------- | ------------------------------------------------------------------------- | ------------------------------------------------------------------------- | ------------------------------------------------------------------------- | ------------------------------------------------------------------------- |
| 5-6-2007                                                                  | Al Kuwait                                                                 | Kuwait                                                                    | 1 – 1                                                                     | Portogallo                                                                | Amichevole                                                                | -1                                                                        | 46’                                                                       |
| 11-2-2010                                                                 | Loulé                                                                     | Portogallo                                                                | 1 – 0                                                                     | Finlandia                                                                 | Amichevole                                                                | -                                                                         | 69’                                                                       |
| Totale                                                                    |                                                                           | Presenze                                                                  | 2                                                                         |                                                                           | Reti                                                                      | -1                                                                        |                                                                           |

## Palmarès

### Club

#### Competizioni nazionali
- Campionato rumeno: 1

Cluj: 2011-2012
- Coppa di Norvegia: 1

Lillestrom: 2017